# Rodolfo Casanova
Rodolfo «El chango» o «El baby» Casanova (León, Guanajuato, 21 de junio de 1915 - Ciudad de México, 23 de noviembre de 1980) fue un boxeador mexicano, uno de los primeros grandes ídolos de ese deporte en el país.

## Biografía
Antes de convertirse en boxeador tuvo varios oficios en la zona de La Lagunilla, en el Centro Histórico de la Ciudad de México, entre ellos el de nevero. Comenzó a entrenar en diversos sitios como los Baños Gloria, en el mismo barrio, junto a otros boxeadores famosos como Kid Azteca.
Debutó profesionalmente el 9 de abril de 1932. Tras retar a campeones en categoría pluma y ganar el cinturón, inauguró la rivalidad boxística entre México y Puerto Rico cuando aceptó el reto de Sixto Escobar «El gallito» para el campeonato de la Asociación Mundial de Boxeo en la categoría de peso gallo. La pelea se celebró en el Fórum de Montreal, en Canadá, el 26 de junio de 1934 finalizando con victoria para Escobar en el noveno round por nocaut. Se rumora que Casanova habría ido con resaca al combate.
Otro combate notable fue el que sostuvo contra Kid Azteca el 25 de marzo de 1936, llamado por la prensa mexicana «la pelea del siglo en México». Casanova ganó por decisión. Se retiró en 1944 tras perder una pelea contra Pedro Ortega «El jaibo».
A pesar de su fama, Casanova mantuvo a lo largo de su vida una actitud sencilla. Padeció de alcoholismo y murió el 23 de noviembre de 1980 en la Ciudad de México en una situación de pobreza.